# Schwirzheim
Schwirzheim település Németországban, Rajna-vidék-Pfalz tartományban. Lakosainak száma 455 fő (2023. december 31.).

## Népesség
A település népességének változása:
| Lakosok száma | 402  | 437  | 461  | 456  | 455  | 455  |
|               | 1975 | 2017 | 2019 | 2021 | 2022 | 2023 |